# Jonas (groupe)
Pour les articles homonymes, voir Jonas (homonymie).
Jonas est un groupe allemand de rock indépendant, originaire du comté de Bentheim, actif entre 1996 et 2001.

## Histoire
Durant son existence, le groupe est composé de Matthias Exler (chant, guitare), Jan van Triest (basse), Henning Heck (guitare) et Sebastian Fremder (batterie). En 1998, Heck quitte le groupe et est remplacé par Ole Petras. La même année, ils sortent leur premier album, September Sex Relationship. Après leur séparation, Exler et van Triest forme le groupe Union Youth. Ils produisent trois clips musicaux qui sont diffusés par les chaînes VIVA Zwei, VIVA et MTV. La chanson Grubby de leur deuxième album Sorry, I'm Sorry, Sorry est brièvement jouée dans le film Der Fischer und seine Frau de Doris Dörrie.

## Discographie

### Albums studio
- 1998 : September Sex Relationship
- 1999 : Sorry, I'm Sorry, Sorry

### EP
- 1998 : Suicide Sunday E.P.

### Singles
- 1999 : Grubby/Blanket (maxi-single)

### Compilation
- Romantic Warriors, Song : radio (unplugged)